# Dorfkirche Altgeringswalde

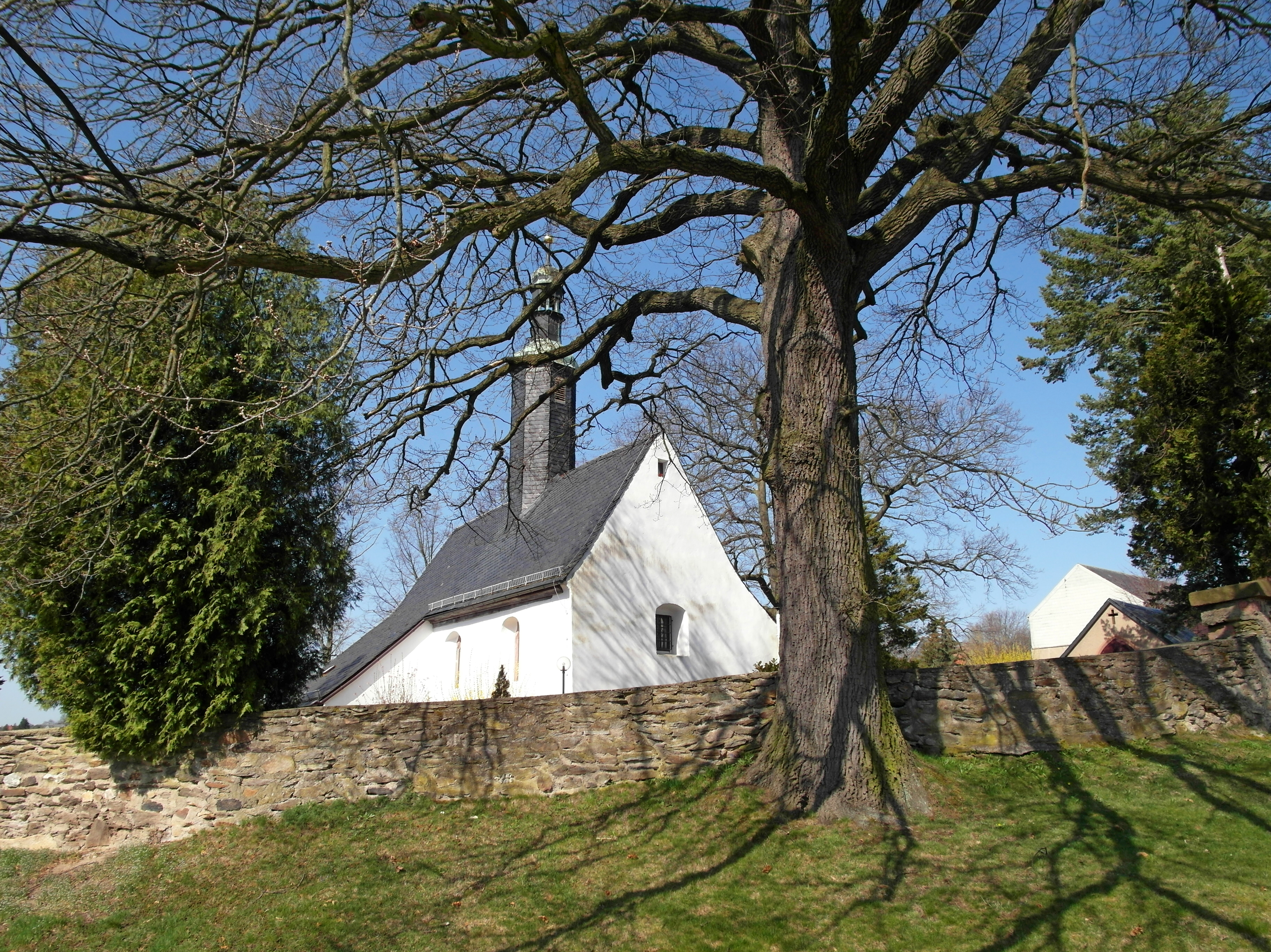
Dorfkirche Altgeringswalde

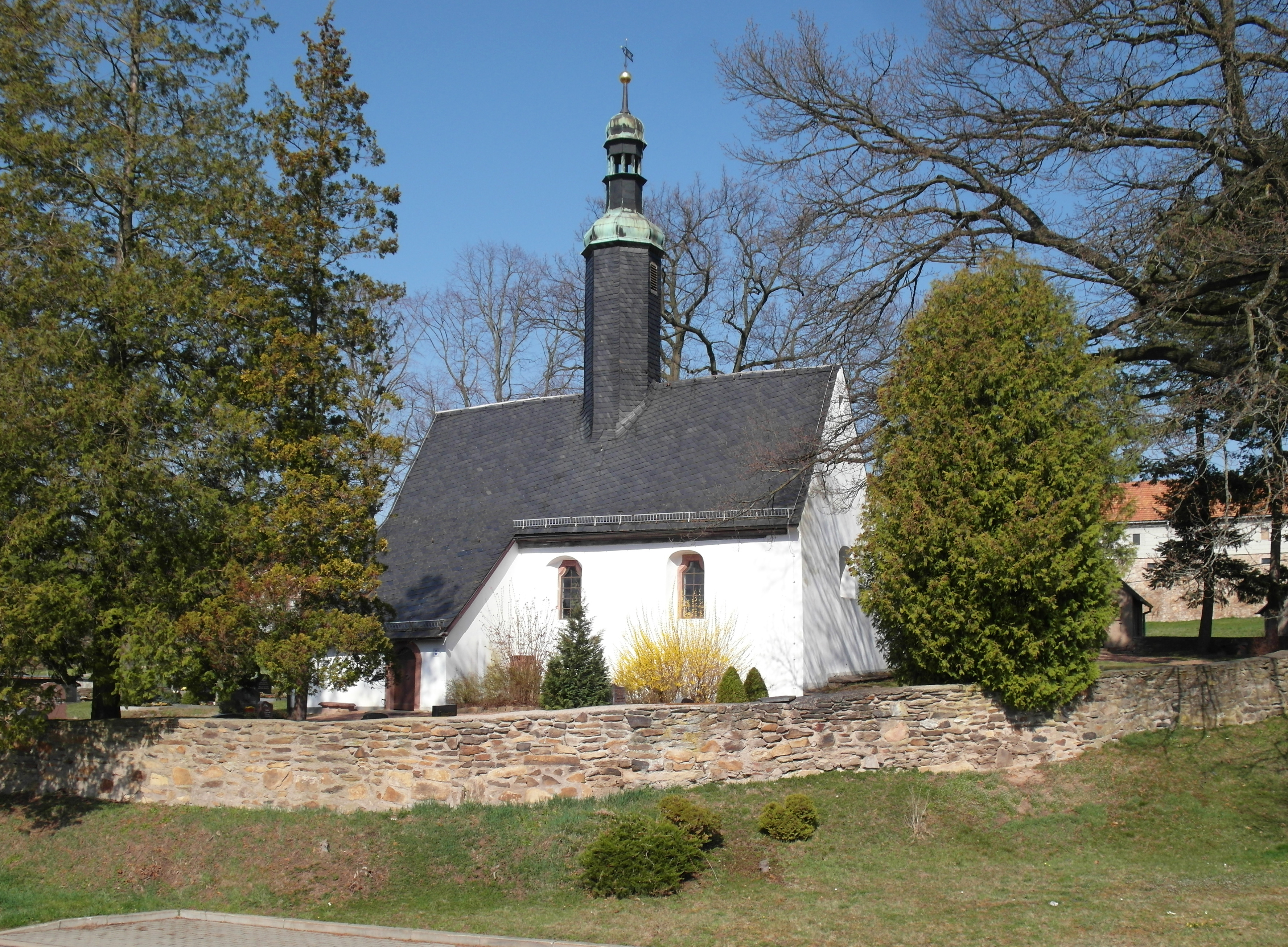
Kirche mit ummauertem Kirchhof

Die evangelische Dorfkirche Altgeringswalde ist eine im Kern wohl romanische Saalkirche im Ortsteil Altgeringswalde von Geringswalde im Landkreis Mittelsachsen in Sachsen. Sie gehört zur Kirchgemeinde Waldheim-Geringswalde im Kirchenbezirk Leisnig-Oschatz der Evangelisch-Lutherischen Landeskirche Sachsens.

## Geschichte und Architektur
Die zierliche, im Kern vermutlich romanische Saalkirche wurde später mehrfach verändert. Restaurierungen wurden in den Jahren 1935/36 und 1991–96 durchgeführt. Das Bauwerk ist ein verputzter Bruchsteinbau mit geradem Ostschluss, der von einem überdimensionalen, verschieferten Dachreiter mit geschweifter Haube und hoher Laterne aus dem Jahr 1622 bekrönt ist. An der Chornordseite ist die Sakristei angebaut.
Der außergewöhnlich reizvolle, sehr kleine Innenraum ist mit einer Holzbalkendecke abgeschlossen; große Emporen sind an der Nord- und Westseite eingebaut. Eine niedrige Pforte mit Flachbogen erschließt die Sakristei, die mit einem Tonnengewölbe geschlossen und mit einer Piscina versehen ist.

## Ausstattung
Das Hauptstück der Ausstattung ist ein wertvoller spätgotischer Schnitzaltar aus der Zeit um 1510, der im Jahr 1995 restauriert wurde. Im Schrein ist Maria ungewöhnlicherweise als Tempeljungfrau mit ihren Eltern Joachim und Anna dargestellt, darüber im Scheitelbogen als kleines Relief der Gnadenstuhl. In den Flügeln sind die Heiligen Katharina und Barbara dargestellt, auf den Rückseiten das Jüngste Gericht als Gemälde. Das prachtvoll geschnitzte Gesprenge zeigt unter Baldachinen eine Strahlenkranzmadonna, seitlich Erasmus und Christophorus sowie Valentinus und der Erzengel Michael.
Die polygonale Kanzel aus Holz mit stark beschädigter Fassung stammt aus der ersten Hälfte des 17. Jahrhunderts und wurde 1797 überarbeitet. Am Korb sind zwischen schlanken Säulchen Rokokomedaillons angeordnet. An der Nordseite ist ein kleines Kruzifix vermutlich vom Ende des 14. Jahrhunderts angebracht, dessen Arme erneuert wurden.
Die spätgotische Sakramentsnische aus Rochlitzer Porphyr stammt vom Anfang des 16. Jahrhunderts und ist schlecht erhalten, sie zeigt in flachem Relief einen krabbenbesetzten Wimperg mit Kreuzblume und Fialen, im Bogenfeld vermutlich einen Bildniskopf, darüber wohl Engel. An der Nordempore ist eine kleine gotische Madonna aus dem 15. Jahrhundert aufgestellt, deren Kind und Fassung verlorengingen.
Die kleine Orgel ist ein Werk eines unbekannten Orgelbauers mit vier Registern auf einem Manual und angehängtem Pedal.
Die Disposition lautet:
| Manual C–c3 |       |
| Gedackt     | 8′    |
| Rohrflöte   | 4′    |
| Prinzipal   | 2′    |
| Quinte      | 1 ⁄3′ |

(Angehängtes Pedal)